# Estación Carapachay
Carapachay es una estación ferroviaria ubicada en el barrio homónimo, partido de Vicente López, Provincia de Buenos Aires, Argentina.

## Servicios
Es una estación intermedia del servicio diésel metropolitano que se presta entre las estaciones Retiro y Villa Rosa.

## Historia
En los años 1930 se creó la Parada Kilómetro 18, para la que se propusieron distintos nombres, como el de Ader, Torre de Ader, Drysdale, La Tahona, etc. El asunto pasó a manos de la Academia Nacional de la Historia, la que sugirió el nombre de Carapachay, y así se la denominó a partir de 1946.

### Toponimia
Bautizada así en nombre a una tribu de indígenas, que habitaba en las islas del delta del Paraná.